# Scotophaeus bersebaensis
Scotophaeus bersebaensis är en spindelart som beskrevs av Embrik Strand 1915. Scotophaeus bersebaensis ingår i släktet Scotophaeus och familjen plattbuksspindlar.
Artens utbredningsområde är Namibia. Inga underarter finns listade i Catalogue of Life.